# 學☆王 -THE ROYAL SEVEN STARS-
《學☆王 -THE ROYAL SEVEN STARS-》為Lump of Sugar於2012年1月27日發售的成人戀愛冒險遊戲；Fan Disk《It's Heartful Days!!》於同年8月10日發行；而PSP移植版《學☆王 -THE ROYAL SEVEN STARS- +METEOR》於2013年3月28日由Alchemist發售，新作劇本替換原H場景並增加一名可攻略角色宙乃，本作也是Lump of Sugar第一部有移植平台的作品。

## 系統
《學☆王 -THE ROYAL SEVEN STARS-》是成人戀愛冒險遊戲。玩家在玩《學☆王 -THE ROYAL SEVEN STARS-》時主要是觀看和聆聽故事情節的發展，不過在部分的預設段落中玩家須藉由點擊的方式選擇行為選項，而這些選擇將會影響之後的人物的行動或者是反應。遊戲藉由這些相互連接的劇情分歧點而組織成多條故事路線，而遊戲的選項便會影響玩家所挑選的故事劇情內容，包含玩家操控的角色和遊戲人物之間的色情場景，並且進入不同的結局。

## 世界觀
學業至上主義時代，許多挑戰者進行著試驗戰爭，而最後有個人成為其中最強者，建立了學園都市，這個城市培養了各個領域的強大人才，最後學園都市被各國承認為國家般的存在，建立了Gynesis王國。

## 故事
在某個時間，地球的新聞報導著20年來最大的隕石進入了大氣層而燃盡；同時，來自Eleutheria（エレウタリア）王國的王子大陸，正面臨著太空船即將墜毀的危機，原來地球所說的隕石就是他的太空船，由墜毀事故幸運逃脫的他掉到了近衛家澡堂，被不知道其到來而進入洗澡的光莉擊沉。面對氣急敗壞的光莉，其祖父源十郎解釋了大陸的身分，其實他是近衛原學園的轉學生也是第七位學生。然而，這位王子的到來，除體驗欽羨已久的校園生活外，還要執行一項秘密任務：發動Gynesis侵略戰爭！

## 登場人物
※聲優：PC版／PSP版

### 主要角色
大陸（聲優：―／木村良平）
身高：176cm，體重：61kg。
本作男主角。近衛原學園的五年級學生。Eleutheria王國的王子，在Eleutheria王國的親人有母親星那與妹妹宙乃，因為嚮往校園生活而來到地球的近衛原學園上學。個性率直熱情，由於地球與Eleutheria的文化差異，有時會作出奇妙的反應與認知判斷。不知道自己的生日與身世，對於父親更是一無所知。熱於結交朋友，是個懷舊主義者。特別喜歡晶體管，擅長機械的操作。對於各種學科擁有不錯的天賦，並有著在關鍵的時刻扭轉局勢的威能。
近衛光莉（聲優：小鳥居夕花／高森奈津美）
生日：5月9日，身高：158cm，體重：44kg，血型：A，三圍：B84（D）/ W58/ H83。
本作第一女主角。近衛原學園的五年級學生，也是近衛源十郎的孫女，除了美術不拿手外其餘科目都是頂強，為GAT測驗的第七名（前六名滿分）因而被Mr.King看上為Gynelesist的候選人。對近衛ヶ原學園，除了是自家開設的學校外，也對於這裡的一切都感到留戀，堅定的守護著校園，對自己以前的教師「駿河老師」相當崇敬。對於秩序與風紀上較為嚴格，有著班長的架式，會氣急敗壞的制止較為出軌的言行，但在內心深處卻有強烈的性慾，對Erkenbert偏黃梗的言論都是第一個想歪，也因此常被Erkenbert調侃。
天宮寺·亞克雅琉絲·海月（聲優：薔薇百合／福圓美里）
生日：2月17日，身高：164cm，體重：45kg，血型：O，三圍：B83（C）/ W60/ H87。
本作可攻略角色之一。近衛原學園的五年級學生，天宮寺家的大小姐，但是平常卻一點也沒有大小姐的模樣，有如男孩子般的好動。擅長運動，有著他人難望其項背的體力，然而不擅長理科。是個直率開朗的女孩，會故意開些讓人不知所措的玩笑，有時講些色色的話題，卻有著意外的純情面。即興式的日常對話與不時冒出的話題點，讓她成為日常生活中的氣氛製造機。
安妮瑪莉·羅恩修達因（聲優：／櫻咲千依）
生日：1月21日，身高：149.5cm，體重：42kg，血型：A，三圍：B91（G）/ W59/ H83。
本作可攻略角色之一。近衛原學園的三年級學生，也是瑞士留學生。是班上年級最小的，有著與其年齡不成比例的胸圍，個性仍像小孩子，對於學長姐有依賴性，喜歡可愛的東西。有著名為「アルパカさん」的朋友，實際上是隻奇怪的羊駝。不管對誰都很有禮貌，考慮事情富有積極性，有如班上的吉祥物。擅長料理，是班上茶會及午餐時間的點心提供人。有個變態的哥哥艾爾肯伯特，然而個性天然的她對哥哥的怪知識佩服不已照單全收。
黛 比奈夕（聲優：北見六花／小野涼子）
生日：12月1日，身高：145cm，體重：38kg，血型：B，三圍：B68（AA）/ W51/ H69。
本作可攻略角色之一。近衛原學園的六年級學生，是Eleven Master之一（NO.7），強項為全部的理科（包含物理、化學、地球科學），也是學校的理科老師，除上學外也在醫院工作，未來的志向是醫生。而體能方面極差，水平在Annemarie之下，對此身為學姊的比奈夕十分在意，無論班上的氣氛是否熱鬧，都很少說話，但從來沒有缺席。討厭被當作是小孩子（但非常喜歡吃香蕉，只要拿香蕉出來就可以哄她），生氣時會亮手術刀刺殺對方，雖然（據說）不會受傷只會昏迷。對於後輩有著期待與提攜的心，對於班上活動也會盡其全力。
穗仁原 翔（聲優：大下孝太／同左）
生日：6月20日。身高：178cm，體重：64kg，血型：AB
近衛原學園的五年級學生。不喜歡學習，也因此經常遲到或是翹課，在學校以外有著許多的打工工作。個性成熟，處事圓滑，社會經驗豐富，喜歡各式各樣的勞動工作。經常拿著吉他自彈自唱，雖然彈得不錯可是歌聲有待加強，認為自己是個音樂才子，目標是成為音樂家。
艾爾肯伯特·羅恩修達因（聲優：逢坂良太／同左）
生日：4月30日。身高：168cm，體重：57kg，血型：O
近衛原學園的六年級瑞士籍學生，Annemarie Lohenstein的哥哥。喜歡色色的東西與話題，但真的叫他做類似性騷擾的行為又沒有膽量做出來，被稱為「エロケン（Ero Game）前輩」（エロ為エロス的簡寫，意思是色色的或色情的）看起來纖弱無害，但心裡卻是個變態，教了對於性一無所知但熱愛學習的大陸各種稍微偏差的性知識。原本是想讓妹妹覺得自己很噁心，但反遭個性天然的妹妹佩服而困擾不已。由於會不經意的說些變態的話，有時因此遭到黛的手術刀刺殺。

### Eleven Master
一共有11人，編號自0到10，而No.0正是Mr.King本人。
田中夢子
生日：8月24日。身高：168cm。
被命令到近衛原學園進行試驗的教師，為Eleven Master之一（NO.9）。擅長科目為外語。是個可以自由自在的使用90種語言的高手，除了教外語同時也是個作家，其著作甚至被電影引用或收錄在教科書中。希望與名門子弟談戀愛，然而個性非常古怪，上了年紀還沒結婚是其痛處。和大陸的母親星那曾經是直屬關係。
鐵 勇二（聲優：理多）
生日：5月5日。
具有國家藥劑師執照的小孩，為自己的小孩體格，開發著長大的藥劑，為Eleven Master之一（NO.8）。擅長科目為化學。黛家與鐵家有著交情，比奈夕也是她青梅竹馬的姐姐，與比奈夕一樣，都不喜歡被當作是小孩。
玉名 忍（聲優：超☆乙）
生日：4月4日。
L'scene de la Curiosite的店長，是個有著女性氣質的男性，為Eleven Master之一（NO.3）。擅長領域是料理。所開設的店在學生中有很高的人氣，也喜歡雇用學生當服務生，其親手製作之料理在店中是絕品。
呂呂
生日：3月11日。
是一隻龐大的母熊貓，為Eleven Master之一（NO.6）。擅長科目為體育。似乎聽得懂人話。平常用素描簿上的文字和人們溝通。

## 用語
Gynelesist（ジエネラリスト）
Gynesis王國最強者的稱號，實際上是近衛原學園的全科擔當教師。
Eleutheria（エレウタリア）王國
Eleutheria是希臘字，語意為自由，位於Furthenfuss（ファーデンフルス）這顆正被地球觀察的小行星。
Gynesis（ジュネシス）王國
以學園都市為主體建立的國家，在東京附近，統治者為Mr.King。
近衛ヶ原學園
被Gynesis王國打壓而衰危的學校，為六年制（初中3年+高中3年），現今學生人數7人，因接踵而來的Master試驗而面臨存亡危機，現任校長為近衛源十郎。
Eleven Master（十一賢人）
Gynesis（ジュネシス）王國的強者，其中NO.1為全領域皆擅長的強者，其餘Master各有專長的領域，共有11人。被Mr.King派遣至近衛原學園進行賢人試驗，若合格該執行試驗之Master加入近衛原學園教職員行列，反之不合格則所有學生必須被強迫退學。

## 主題曲
- 開幕曲「My Sweet Lady」

作詞：佐倉紗織・a.k.a.dRESS / 作曲・編曲：a.k.a.dRESS / 歌 - 佐倉紗織
- 閉幕曲「FLUORITE DIARY」

作詞：佐倉紗織・a.k.a.dRESS / 作曲：a.k.a.dRESS・カノン / 編曲：a.k.a.dRESS / 歌 - 佐倉紗織
- 插曲「True My Heart」

作詞：佐倉紗織・a.k.a.dRESS / 作曲・編曲：a.k.a.dRESS / 歌 - アンネマリー・ローエンシュタイン（声：藤咲ウサ）
- PSP版片頭曲「My Little Glory」

作詞：佐倉紗織 / 作曲・編曲：a.k.a.dRESS

## 評價
《學☆王 -THE ROYAL SEVEN STARS-》在日本美少女游戏与动画相关商品销售网站Getchu.com的2012年1月销量榜上排名第2名。《學☆王 -THE ROYAL SEVEN STARS-》獲得「萌えゲーアワード2012」純愛系作品賞的銀獎。

## 外部連結
- Lump of Sugar Official Website - 学☆王 -THE ROYAL SEVEN STARS- -（页面存档备份，存于）（日語）